# Yves de Daruvar
Yves de Daruvar (teljes nevén: Yves Djemschid Imre de Daruvar, magyar nevén: daruvári Kacskovics Imre) (Isztambul, 1921. március 31. – Clamart, 2018. május 28.) magyar származású francia katonatiszt, köztisztviselő, a francia ellenállás közismert alakja, az újabb kori magyar történelem, főleg a trianoni békekötés és annak következményeinek kutatója, publicistája.

## Élete
A nagy múltú nemesi Kacskovics családból származik. Apja daruvári Kacskovics Tibor egykori tüzértiszt, anyja osztrák származású francia volt. Az 1920-as évek végén anyjával és húgával emigrált Franciaországba, ahol anyja Irán párizsi nagykövetségének titkárnője lett.
Középiskoláit a Janson-de-Sailly, illetve a Louis-le-Grand gimnáziumokban végezte el, majd gyarmati tisztviselői pályára készülve 1940 májusában - annak ellenére, hogy még nem volt francia állampolgár - felvételi vizsgát tett a Tengerentúli Franciaország Nemzeti Iskolájába (elit gyarmati főiskola), ahova végül is októberben felvették, de már későn, mivel Yves de Daruvár az időközben elfoglalt Párizst elhagyva katonának állt.

### A háború alatt
Yves de Daruvar 1940. június 10-én, miután a francia kormány a főváros elhagyásáról döntött, katonai szolgálatra jelentkezett a helyi csendőrségen, de a túl fiatalnak talált önkéntest kinevették és gúnyosan azt tanácsolták neki, próbálkozzon vidéken. Három nap alatt elkerékpározott Bordeaux-ba, ahonnan Marokkóba akart eljutni. Végül is Saint-Jean-de-Luz-be ment tovább, ahol június 21-én titokban felszállt a kikötőt elhagyó utolsó hajóra, a lengyel Batory nevű gőzösre, hogy lengyel katonákkal együtt az angliai Plymouthba menjen és Londonban csatlakozzon a Szabad Francia Erőkhöz.
Egy éves gyalogos kiképzésen vett részt, melynek végén zászlóssá léptették elő. 1941 júniusában elhagyta Angliát és a Charles de Gaulle-hoz csatlakozott Francia Egyenlítői-Afrikába hajózott. Innen a dzsungelen át mentek fel Csádba, ahol beosztották a Philippe Leclerc de Hauteclocque ezredes csádi gépesített csoportjához (G.M.T.) tartozó Csádbeli szenegáli lövészezred harcfelderítő századába. 1942. március elején Daruvar járőralegysége kísérte Leclerc ezredest az ismét északra tartó hadoszlopban és küzdöttek az olaszok ellen a sivatagi harcban. Részt vett mindkét Fezzanért folyó hadjáratban, a másodikban ki is tüntették, mivel a Tibeszti Nomád Csoporttal „tökéletesen hajtotta végre a rábízott feladatot Qatrun megerősített állásainak bevétele során”. A továbbiakban Tunéziában harcolt az olaszok és a németek ellen. 1943. április 21-én egy éjszakai felderítő járőr parancsnoka, amikor figyelés közben egy 88 mm-es lövedék csapódott be mellette, repesze könnyebben megsebesítette arcát és fülét. Négy nappal később, húsvétkor azonban az ugyancsak mellette robbant két lövedék szilánkjai súlyos sérülést okoztak: eltörték az állkapcsát, elvágták nyelvét, illetve a lábába fúródnak. El Alameinben megműtötték, majd egy amerikai repülőgéppel a Kairó melletti Héliopolisz kórházába szállították; ott érte meg az afrikai harcok végét május 12-én.
Azért, hogy részt vehessen Franciaország felszabadításában, 1944 elején, nem várva meg teljes felépülését, visszatért a közben átszervezett, Marokkóban állomásozó alakulatához, a Csádi Menetezredhez, majd – mint az ezredparancsnok segédtisztje – Leclerc tábornok 2. páncélos hadosztályával ő is Angliába hajózott. 1944. augusztus elején a hadosztály törzskarával szállt partra Normandiában, ahol saját kérésére egy szakasz élén ismét a frontvonalban harcolhatott. Részt vett Alençon felszabadításában, 1944. augusztus 24-én Leclerc tábornokkal együtt vonult be Párizsba, majd folytatta a harcot.
Szeptember 10-én, miután visszafoglalt egy akkor még nem nevezetes, de később – De Gaulle nyári rezidenciája révén – világhírűvé vált falut (Colombey-les-Deux-Églises), hamarosan már a Meuse folyónál voltak, de később (12-én) Andelot-nál erős német állásba ütköztek. Mivel a mintegy ezerötszáz német nem adta meg magát, a falut két századdal megostromolták. Daruvar a 10. század 1. szakaszát vezette nyugatról. Egy géppuskaállás elfoglalásával keletkezett résen az alegység behatolt Andelot-ba, lendületesen előretört, majd több torlaszon áthatolva egyesült a másik francia századdal. A harcban összesen nyolcszáz foglyot ejtettek – köztük volt a Daruvar szakasza által elfogott ezredes, törzskarával együtt –, s mintegy háromszáz németet megöltek. A városka eleste után az egész német hadosztály visszavonulásra kényszerült, aminek hála, másnap, 13-án felszabadul Chaumont. Daruvar főhadnagyot hadseregparancsban dicsérték meg.
Folytatva a harcot, 1944. szeptember 17-én Châtel-sur-Moselle mellett ismét súlyosan megsebesült a lábán, így az ország felszabadításában tovább nem tudott részt venni. A főhadnagyot 1945-ben kitüntették a Becsületrend lovagkeresztjével, valamint tagja lett a De Gaulle alapította Felszabadítási Rendnek.

### A háború után
1944 novemberében Yves de Daruvar megkapta a francia állampolgárságot, így végre megkezdhette tanulmányait a Tengerentúli Franciaország Nemzeti Iskolájában, ahol főiskolai diplomát szerzett.
1946 februárjában leszerelték és hat hónapos ösztöndíjjal az Amerikai Egyesült Államokba ment ismereteit bővíteni.
1947 és 1950 között Madagaszkárban volt egy közigazgatási kerület vezetője, majd Mauritániában (1952-1954), Elefántcsontparton (1955-1956) és Kamerunban (1957-1958) szolgált. Ezt követően Yves de Daruvar másfél évig volt Francia Nyugat-Afrika Utazási Irodájának megbízott vezetője, Dakari székhellyel, 1959-től 1962-ig pedig Francia Szomálipart főjegyzői tisztét töltötte be. 1962 júliusától 1963 januárjáig a Comore-szigeteki Köztársaság főbiztosa (gyarmati kormányzója) volt.
1963-ban visszatért az anyaországba és az Atomenergia-bizottság főtisztviselőjeként dolgozott 1981-ig. 97 évesen hunyt el Clamart-ban, a francia haderők kiképzőkórházában. Ő volt Leclerc tábornok 2. páncélos hadosztályának Felszabadítási Renddel kitüntetett utolsó élő tagja.
Számos kitüntetéssel rendelkezik, közöttük szerepel a Becsületrend nagykeresztje (2015), valamint A Magyar Érdemrend középkeresztje a csillaggal (1992). 2007. január 5. óta a Felszabadítási Rend Tanácsának tagja.

## Írói tevékenysége
Közvetlenül a háború után, már 1945-ben megírta visszaemlékezéseit Londontól Tunéziáig: a Szabad Franciaország útinaplója címmel. A szabad francia erők egyik parancsnoka, a harcostárs François Ingold tábornok előszavával megjelent, képekkel és térképvázlatokkal gazdagon illusztrált könyv napjainkban is gyakran idézett mű.
Származása révén már ifjúkorában tudomást szerzett a trianoni békeszerződésről és annak következményeiről. Tanulmányozni kezdte a békekötés körülményeit, a győztes hatalmak viselkedését és arra a következtetésre jutott, hogy miután a második világháborúban kellően bebizonyíthatta Franciaország iránti hűségét, kellő erkölcsi alappal rendelkezik ahhoz, hogy honfitársai elé tárja a győztesek hitvány cselekedeteit, külön kiemelve a francia újságírók, diplomaták és tábornokok felelősségét. A trianoni békeszerződés 50. évfordulója jó alkalom volt kutatásai, illetve olvasmányai alapján készített feljegyzéseinek közlésére. Rövid áttekintést ad Magyarország történelméről, foglalkozik földrajzi egységével és néprajzi tagoltságával, az 1. világháború okaival, kialakulásával, a végén kialakult légkörrel s a fegyverszünettől a békekötésig zajló eseményekkel, a békeszerződés jogi, erkölcsi és területi vonatkozásaival, továbbá az új államokban élő magyar kisebbségek sanyarú helyzetével. Az 1970 júniusában lezárt mű 1971-ben Párizsban jelent meg Magyarország tragikus sorsa: Trianon avagy a felnégyelt Magyarország címmel. A bevezetőt ugyancsak Ingold tábornok, a Felszabadítási Rend egykori nagykancellárja, a Hadtörténeti Intézet volt tagja írta.

## Kitüntetései
- Becsületrend nagykeresztese (2015)[4][22]
- Felszabadítási Rend tagja (1945)
- A Magyar Köztársasági Érdemrend középkeresztje a csillaggal (1992)
- Hadikereszt 39-45 (5 dicséret)
- Külföldi hadszínterek hadikeresztje (1 dicséret)
- Gyarmati érem, AFL”, „Koufra”, „Fezzan 1942”, „Fezzan-Tripolitaine”, „Tunisie 42-43”, „Madagascar” kapcsokkal
- Sebesülési érem
- Harcos kereszt 39-45
- Önkéntes harcos kereszt
- Az ellenállás önkéntes harcosa kereszt
- Önkéntes szolgálati érem a Szabad Franciaországban
- Emlékérem 39-45, „Afrique” és „Libération” kapcsokkal
- Anjouan Csillaga Rend parancsnoka

## Művei, magyarul
- De Londres à la Tunisie: Carnet de route de la France libre. (franciául) Préface du général Ingold. Paris: Charles-Lavauzelle et Cie. 1945.   230+165. o. [Részlet a műből (Hozzáférés: 2017. nov. 19.)]
- Le Destin dramatique de la Hongrie: Trianon ou la Hongrie écartelée. (franciául) Paris: Albatros. 1971.   253. o. ISBN 9782727302575 (2. kiadás: 1989, Paris, Sorlot, 3. kiadás: 2000)
- The Tragic Fate of Hungary: A Country Carved-up Alive at Trianon. (angolul) Transl.: Victor Stankovich. München: Nemzetőr; American Hungarian Literary Guild. 1974.   235. o. ISBN 9780879340377
- Trianon, 1920. június 4: A feldarabolt Magyarország. (magyarul) Ford. Ujvári Ferencné Rátz Lívia, Ujváry Lajos, átdolg. Balogh József. Luzern: Balogh József magánkiadás. 1976.   286. o. ISBN 0579000398818
- Yves de Daruvár; vál., szerk. Fehér György, előszó Raffay Ernő; Lakitelek Alapítvány–Antológia, Bp.–Lakitelek, 1992
- Trianoni magyar sors. (magyarul) Budapest: Püski Kiadó. 1999.   141. o. ISBN 0349001610697 (A luzerni magyar kiadás Dr. Kajdi-Avar Katalin által korrigált és kiegészített szövegével)
- Yves de Daruvár: Válogatás. (magyarul) Szerk.: Fehér György. Lakitelek: MTA Központi Fizikai Kutató Intézete, Antológia Kiadó. 1992.  ISBN 9637908099

## Fordítás
- Ez a szócikk részben vagy egészben  a   Yves de Daruvar című francia Wikipédia-szócikk ezen változatának fordításán alapul.  Az eredeti cikk szerkesztőit annak laptörténete sorolja fel. Ez a jelzés csupán a megfogalmazás eredetét és a szerzői jogokat jelzi, nem szolgál a cikkben szereplő információk forrásmegjelöléseként.

## Külső hivatkozások
- Yves de Daruvar: Trianoni magyar sors
- Yves de Daruvar: The Tragic Fate of Hungary (PDF)